# Iudif
Iudif (rusă Юдифь) este o cântăreață din Rusia. A reprezentat țara la Concursul Muzical Eurovision 1994 și a ieșit pe locul 9.